# August Wittig

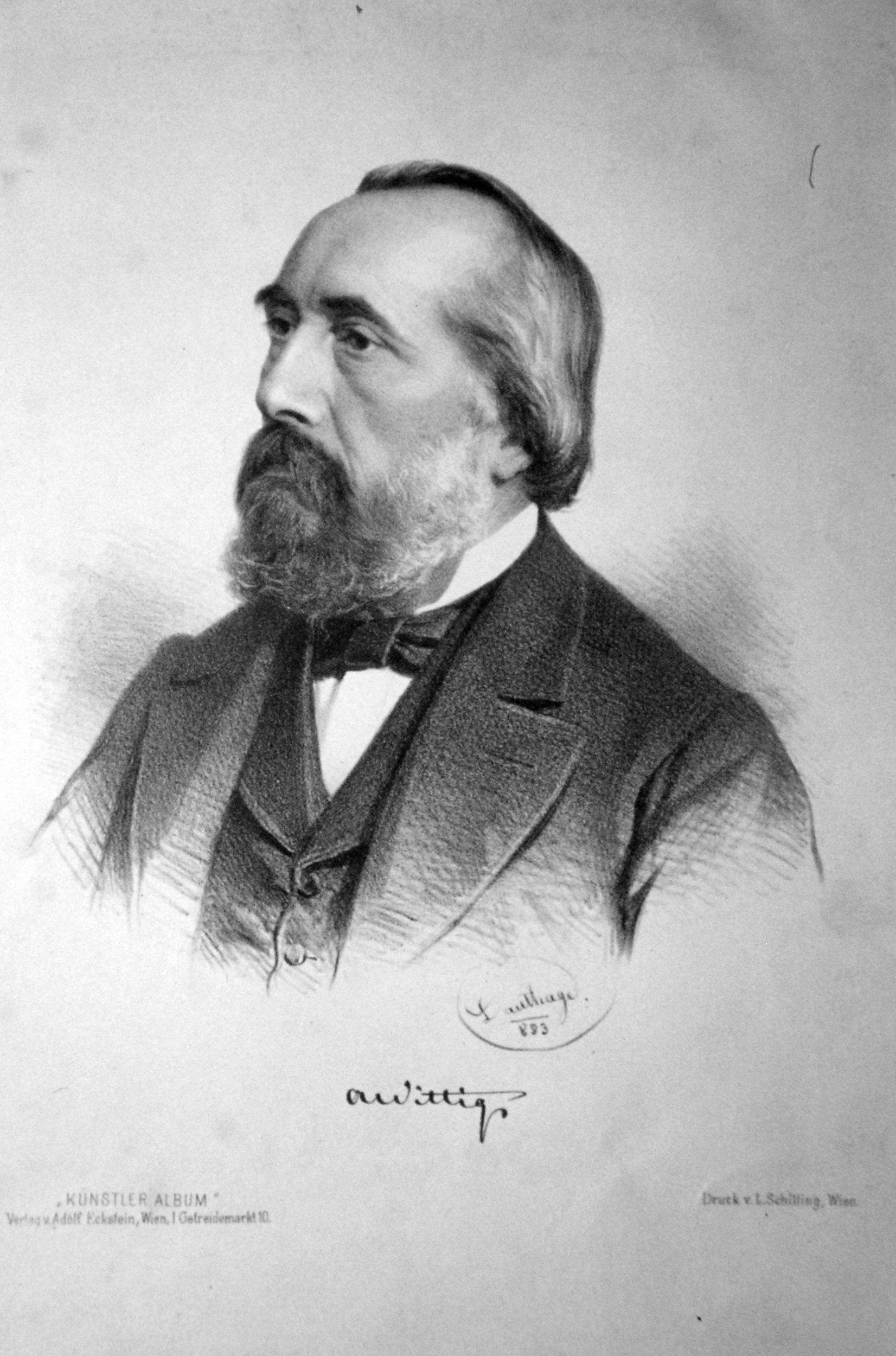
August Wittig, litografi från 1883.

Friedrich August Wittig, född den 23 mars 1826 i Meissen, död den 20 februari 1893 i Düsseldorf, var en tysk skulptör.
Wittig var från 1843 elev till Ernst Rietschel i Dresden och fick 1848 ett resestipendium för bronsgruppen Siegfried och Kriemhild. Han begav sig till München och därifrån till Rom. År 1864 blev han professor vid akademien i Düsseldorf, där han inrättade en skulptörskola. Bland hans arbeten märks gruppen Hagar och Ismael (1853–1854, i gips i Leipzigs museum; 1871 i marmor i Berlins Nationalgalleri), Hylas, Caritas (grupp), Lorelei (relief) och Kristi gravläggning (1856–1857, relief i Dönhofstädts kyrka, Ostpreussen), en kolossal byst i brons av Peter von Cornelius (Nationalgalleriet), bronsbyst av Wilhelm von Schadow (i Düsseldorf) samt marmorstaty av Asmus Carstens (i förhallen till Altes museum i Berlin).